# Comuna de Nieporęt
Nieporęt (polaco: Gmina Nieporęt) é uma gminy (comuna) na Polónia, na voivodia de Mazóvia e no condado de Legionowski. A sede do condado é a cidade de Nieporęt.
De acordo com os censos de 2004, a comuna tem 12 645 habitantes, com uma densidade 125,8 hab/km².

## Área
Estende-se por uma área de 100,52 km², incluindo:
- área agrícola: 37%
- área florestal: 41%

## Demografia
Dados de 30 de Junho 2004:
|                      | Total   | Total | Mulheres | Mulheres | Homens  | Homens |
| -------------------- | ------- | ----- | -------- | -------- | ------- | ------ |
|                      | pessoas | %     | pessoas  | %        | pessoas | %      |
| População            | 12 645  | 100   | 6403     | 50,6     | 6242    | 49,4   |
| Densidade (pop./km²) | 125,8   | 100   | 63,7     | 63,7     | 62,1    | 62,1   |

De acordo com dados de 2002, o rendimento médio per capita ascendia a 1626,16 zł.

## Subdivisões
- Urząd gminy Nieporęt.

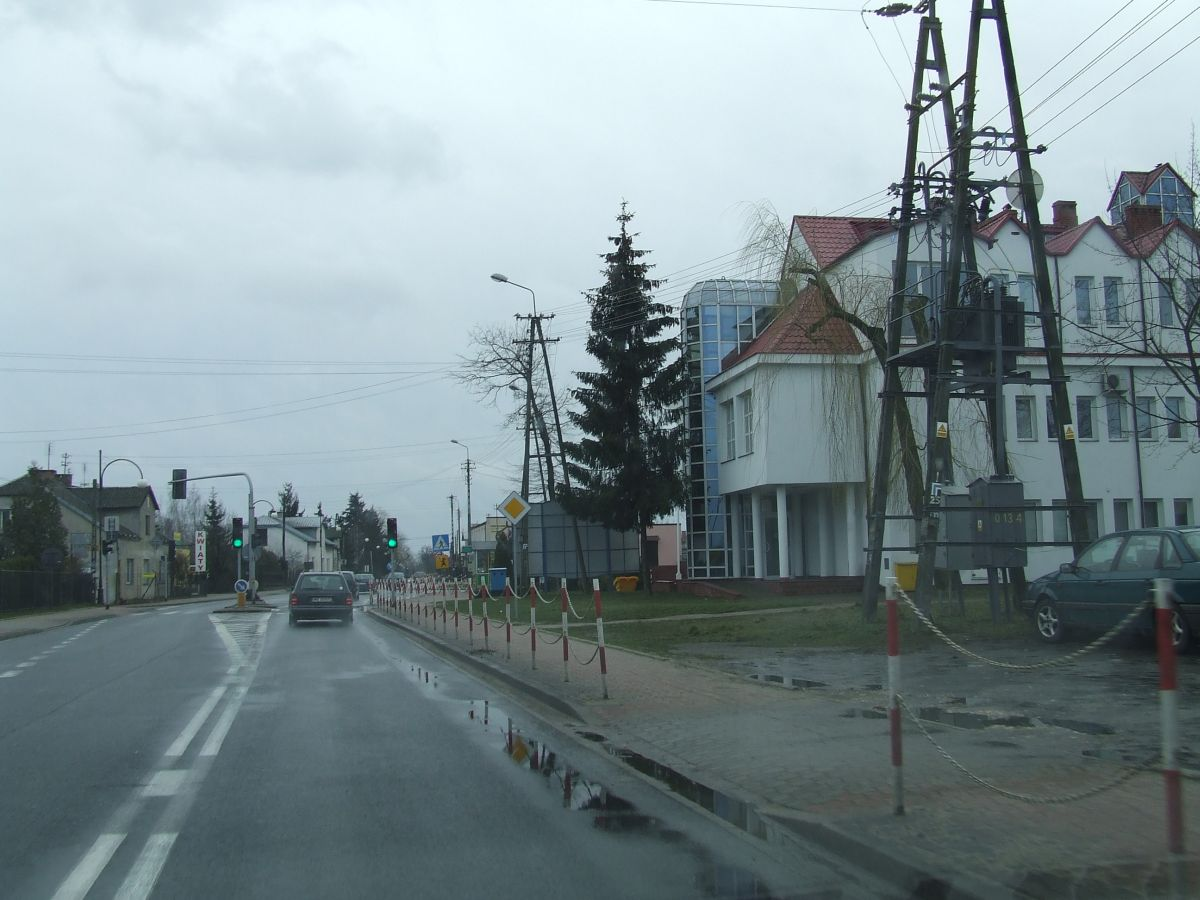
Urząd gminy Nieporęt.

Aleksandrów, Beniaminów, Białobrzegi, Izabelin, Józefów (powiat legionowski), Kąty Węgierskie, Michałów-Grabina, Nieporęt, Rembelszczyzna, Rynia, Stanisławów Pierwszy, Stanisławów Drugi, Wola Aleksandra, Wólka Radzymińska, Zegrze Południowe.

## Comunas vizinhas
- Jabłonna, Legionowo, Marki, Radzymin, Serock, m.st. Warszawa, Wieliszew.